# Małgorzata Musierowicz
Małgorzata Musierowicz z domu Barańczak (ur. 9 stycznia 1945 w Poznaniu) – polska pisarka, autorka książek dla dzieci i młodzieży, ilustratorka. Twórczyni cyklu powieściowego dla młodzieży Jeżycjada.

## Życiorys
Jej rodzicami byli Jan, lekarz i działacz społeczny, i Zofia z domu Konopińska, lekarka, siostra bł. ks. Mariana Konopińskiego.
Ukończyła VII Liceum Ogólnokształcące im. Dąbrówki w Poznaniu oraz Wydział Malarstwa i Grafiki Państwowej Wyższej Szkoły Sztuk Plastycznych w Poznaniu ze specjalnością grafika użytkowa. Motywacją do rozpoczęcia pisania książek był brak zleceń na grafiki. W tych okolicznościach napisała swoją pierwszą powieść, którą wzbogaciła o własnoręcznie wykonane ilustracje.
Pisywała felietony do Tygodnika Powszechnego, które następnie zostały wydane w formie trzech książek pod tytułem: Frywolitki, czyli ostatnio przeczytałam książkę!!!.
Debiutowała w połowie lat 70. XX w. powieścią Małomówny i rodzina, wkrótce potem rozpoczęła cykl humorystycznych powieści Jeżycjada, zwany tak od nazwy poznańskiej dzielnicy Jeżyce, w której mieszkają jego bohaterowie. Musierowicz napisała także wiele książek dla młodszych dzieci. Na motywach powieści Kłamczucha powstał film o takim samym tytule, a na podstawie Kwiatu kalafiora i Idy sierpniowej zrealizowano film ESD. Oba filmy reżyserowała Anna Sokołowska.
W 1982 roku na Listę Honorową im. Hansa Christiana Andersena wpisano Kwiat kalafiora. Za swoje książki Małgorzata Musierowicz otrzymała wiele nagród, m.in. za drugą, Kłamczuchę, przyznano jej Złote Koziołki. Jej książka pt. Noelka została wpisana na polską listę Międzynarodowej Izby ds. Książek dla Młodych (IBBY). Jej powieści zostały przetłumaczone na wiele języków, m.in. na czeski, niemiecki, szwedzki, węgierski i japoński.
W 2023 roku została zaproszona do odsłonięcia muralu przedstawiającego postacie z Jeżycjady na tle ich kamienicy (w rzeczywistości znajdującej się przy ul. Roosevelta 5). Projekt ten zrealizowano dzięki inicjatywie i wsparciu finansowemu cyfrowej biblioteki Legimi, która opublikowała e-booki oraz nagrała audiobooki tej autorki, czytane przez nią (patrz rozdział "Upamiętnienie").

## Życie prywatne
Jest starszą siostrą Stanisława Barańczaka, poety i tłumacza. W 1968 wyszła za mąż za Bolesława Musierowicza, architekta wnętrz, którego poznała podczas studiów na Akademii Sztuk Pięknych w Poznaniu. Mają wspólnie czworo dzieci, w tym pisarkę i tłumaczkę Emilię Kiereś, której cztery książki zilustrowała (patrz rozdział "Ilustrowane książki (poza własnymi)"). Przez wiele lat mieszkała na poznańskich Jeżycach, a potem wyprowadziła się pod Poznań.

## Twórczość

### Jeżycjada
- 1975: Małomówny i rodzina (Włączona do cyklu na prośbę czytelników)[8]
- 1977: Szósta klepka
- 1979: Kłamczucha
- 1981: Kwiat kalafiora
- 1981: Ida sierpniowa
- 1986: Opium w rosole[9]
- 1990: Brulion Bebe B.[10]
- 1992: Noelka[11]
- 1993: Pulpecja[12]
- 1993: Dziecko piątku[13]
- 1994: Nutria i Nerwus
- 1996: Córka Robrojka[14]
- 1998: Imieniny[15]
- 1999: Tygrys i Róża[16]
- 2001: Kalamburka[17]
- 2004: Język Trolli[18]
- 2005: Żaba[19]
- 2006: Czarna polewka[20]
- 2008: Sprężyna[21]
- 2012: McDusia[22]
- 2014: Wnuczka do orzechów[23]
- 2015: Feblik[24]
- 2018: Ciotka Zgryzotka[25]

### Bambolandia
- 1978: Czerwony helikopter
- 1982: Ble-ble
- 1985: Kluczyk
- 1989: Światełko

### Poczytaj mi, mamo
- 1980: Co mam[26]
- 1981: Rybka[27]
- 1984: Boję się[28]
- 1986: Bijacz[29]
- 1986: Kredki[30]
- 1987: Kurczak[31]
- 1986: Hihopter[32]
- 1994: Znajomi z zerówki[33][34]

### Inne dla dzieci
- 1975: Małomówny i rodzina[35]
- 1990: Tempusek[36]
- 1990: Kluseczki[37]
- 1991: Małomówny i rodzina[38] (poprawiona)

### Gawędy kulinarne
- 1991: Łasuch literacki[39]
- 1995: Całuski pani Darling[40]
- 2007: Na Gwiazdkę[41]
- 2008: Musierowicz dla zakochanych[42]

### Zbiory felietonów
- 1997: Frywolitki, czyli ostatnio przeczytałam książkę!!![43]
- 2000: Frywolitki 2, czyli ostatnio przeczytałam książkę!!![44]
- 2004: Frywolitki 3, czyli ostatnio przeczytałam książkę!!![45]

### Autobiografia
- 1994: Tym razem serio. Opowieści prawdziwe[46]

### Inne
- 2020: Małgorzata Musierowicz, Emilia Kiereś, Na Jowisza! Uzupełniam Jeżycjadę[47]
- 2021: Małgorzata Musierowicz, Emilia Kiereś, Na Jowisza! – 2 Nadal uzupełniam Jeżycjadę[48]

### Przekłady

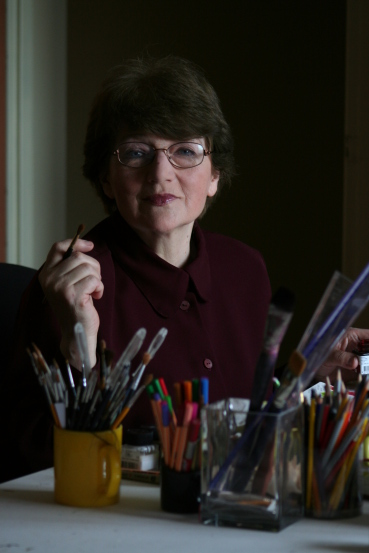
Małgorzata Musierowicz przy pracy

- Beatrix Potter, Powiastki Beatrix Potter, tłum. Małgorzata Musierowicz przy współpracy Jacka Stokłosy, Wilga 2010 [The Complete Tales of Beatrix Potter][49][50]
- Beatrix Potter, Najpiękniejsze powiastki Beatrix Potter, tłum. Małgorzata Musierowicz przy współpracy Jacka Stokłosy, Wilga 2011[51]

Seria Wydawnicza Biblioteka Królika Piotrusia Wydawnictwa Siedmioróg z 1991 roku:
1. Beatrix Potter, Piotruś Królik, tłum. Małgorzata Musierowicz [The Tale of Peter Rabbit][53]
2. Beatrix Potter, Kaczka Tekla Kałużyńska, tłum. Małgorzata Musierowicz [The Tale of Jemima Puddle-Duck][54]
3. Beatrix Potter, Pani Mrugalska, tłum. Małgorzata Musierowicz [The Tale of Mrs. Tiggy – Winkle][55]
4. Beatrix Potter, Dwie niegrzeczne myszy, tłum. Małgorzata Musierowicz [The Tale of Two Bad Mice][56]
5. Beatrix Potter, Pani Tycia Myszka, tłum. Małgorzata Musierowicz [The Tale of Mrs. Tittlemouse][57]
6. Beatrix Potter, Tomek Kociak, tłum. Małgorzata Musierowicz [The Tale of Tom Kitten][58]

## Nagrody

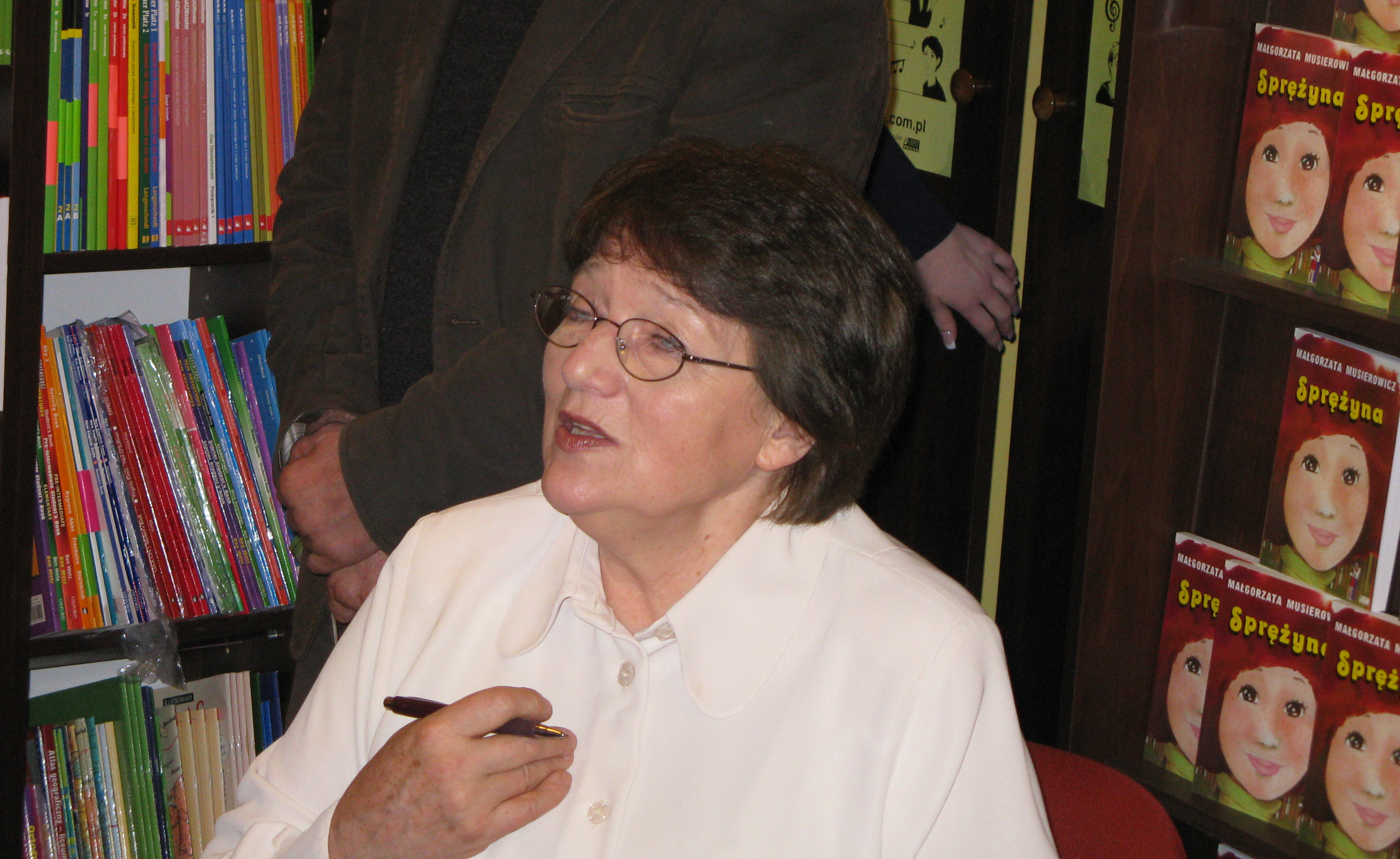
Małgorzata Musierowicz podczas spotkania autorskiego w księgarni w Toruniu, 2008 r.

- Małgorzata Musierowicz podczas spotkania autorskiego w księgarni w Toruniu, 2008 r.1979: „Złote Koziołki” na IV Biennale Sztuki dla Dziecka w Poznaniu („Szósta klepka”)
- 1981: „Srebrne Koziołki” na V Biennale Sztuki dla Dziecka w Poznaniu („Kwiat kalafiora”)
- 1982: Harcerska Nagroda Literacka w konkursie młodych czytelników („Ida sierpniowa”)
- 1982: Wpis na Międzynarodową Listę Honorową im. Hansa Christiana Andersena („Kwiat kalafiora”)
- 1985: Orle Pióro – nagroda czytelników tygodnika „Płomyk” („Opium w rosole”)
- 1987: Nagroda literacka „Solidarności” za całokształt twórczości
- 1992: Książka Roku 1992 – nagroda przyznana przez jury Polskiej Sekcji IBBY („Noelka”)
- 1993: Tytuł „Wielkopolanin Roku”
- 1993: Książka Jesieni ’93 – wyróżnienie Poznańskiego Przeglądu Nowości Wydawniczych („Pulpecja”)
- 1994: Odznaczenie Order Uśmiechu
- 1994: „Parasol Szczęścia”, nagroda tygodnika Twoje Dziecko za całokształt twórczości
- 1996: Nagroda Artystyczna Miasta Poznania
- 1997: Srebrny Mikrofon, nagroda Radia Merkury w Poznaniu
- 2001: Główna nagroda w konkursie na Dziecięcy Bestseller Roku 2001 – Nagroda Dużego Donga („Kalamburka”)
- 2001: Nagroda Biblioteki Raczyńskich, 2001 („Kalamburka”)
- 2001: Nominacja do nagrody Polskiej Sekcji IBBY Książka Roku 2001 („Kalamburka”)
- 2003: Nagroda Zasłużony dla Miasta Poznania
- 2004, 2005, 2006: Nominacje do nagrody „As EMPiKu” za książki „Język Trolli”, „Żaba”, „Czarna polewka”
- 2005: Nagroda Edukacja XXI za książkę „Żaba”
- 2005: Wpis na listę Białych Kruków Internationale Jugendbibliothek w Monachium („Język Trolli”)
- 2007: Nagroda Poznańskich Spotkań Targowych „Pegazik”
- 2008: Nagroda Marszałka Województwa Wielkopolskiego
- 2008: Medal Polskiej Sekcji IBBY za całokształt twórczości[59]
- 2008: Nominacja do nagrody na najpiękniejszą książkę roku 2007 w 48. konkursie Polskiego Towarzystwa Wydawców Książek za książki „Na Gwiazdkę” i „Musierowicz dla zakochanych”
- 2009: Wyróżnienie w konkursie na Dziecięcy Bestseller Roku 2008, przyznane przez jury dziecięce („Sprężyna”)
- 2009: Wpis na Listę Skarbów Muzeum Książki Dziecięcej w Warszawie („Sprężyna”)
- 2009: Wyróżnienie w I Konkursie Literatury Dziecięcej im. Haliny Skrobiszewskiej („Sprężyna”)
- 2010: Nagroda specjalna Fundacji ABCXXI – Cała Polska czyta dzieciom – za całokształt twórczości
- 2010: Nominacja do Astrid Lindgren Memorial Award na rok 2011
- 2012: Nagroda „Guliwer w krainie Liliputów” przyznana przez czasopismo o książce dla dziecka „Guliwer”
- 2012, 2016: Nominacje do nagrody „Bestseller EMPiKu” za książki „McDusia”, „Feblik”
- 2015: Nagroda Feniksa Maltańskiego przyznana przez Fundację Polskich Kawalerów Maltańskich za uniwersalny przekaz jej powieści, będący wsparciem w chrześcijańskim wychowaniu młodzieży
- 2017: Medal zasługi Polskiego Towarzystwa Wydawców Książek
- 2017: Wpis na Listę BIS Polskiej Sekcji IBBY („Feblik”)[60]
- 2018: Nominacja do Astrid Lindgren Memorial Award (ALMA)
- 2019: Nagroda „Bestseller EMPiKu” 2018 („Ciotka Zgryzotka”)
- 2019: Zwycięstwo w plebiscycie serwisu Lubimyczytac.pl Książka Roku 2018, w kategorii „Literatura młodzieżowa” („Ciotka Zgryzotka”)[61]
- 2020: Nagroda Literacka Biblioteki Narodowej „Skrzydła Dedala” za całokształt twórczości[62]
- 2021: Nagroda im. Józefa Łukaszewicza – Posnaniana 2020, wraz z Emilią Kiereś (za książkę „Na Jowisza! Uzupełniam Jeżycjadę”)[63]

## Ilustrowane książki (poza własnymi)
- Wanda Ottenbreit, Książka o Hani, il. Małgorzata Musierowicz, Akapit Press, Łódź 2009
- Emilia Kiereś, Srebrny dzwoneczek, il. Małgorzata Musierowicz, Akapit Press, Łódź 2010[64]
- Emilia Kiereś, Srebrny dzwoneczek, il. Małgorzata Musierowicz, Akapit Press, Łódź 2015[65]
- Emilia Kiereś, Złota gwiazdka, il. Małgorzata Musierowicz, Akapit Press, Łódź 2018[66]
- Emilia Kiereś, Miedziany listek, il. Małgorzata Musierowicz, Akapit Press, 2019[67]
- Emilia Kiereś, Cynowy rycerzyk, il. Małgorzata Musierowicz, HarperKids, 2022

## Upamiętnienie
W Poznaniu można wziąć udział w spacerach tematycznych i wycieczkach po miejscach związanych z Jeżycjadą, organizowanych np. przez Grupę Przewodników PoPoznaniu.pl. W 2020 roku powstała również gra terenowa Jeżyckimi śladami Małgorzaty Musierowicz, jako jeden z dostępnych bezpłatnie Wielkopolskich Questów, które przyciągają do atrakcji turystycznych Poznania.
Latem 2023 roku na ścianie budynku przy ul. Słowackiego 62 w Poznaniu powstał mural zainspirowany Jeżycjadą, przedstawiający członków rodziny Borejków i inne postacie na tle ich kamienicy (znajdującej się przy ul. Roosevelta 5). Zaprojektował go Radosław Barek, wykładowca Politechniki Poznańskiej i założyciel stowarzyszenia Wędrowni Architekci, znany też z muralu Opowieść śródecka z trębaczem na dachu i kotem w tle przy ul. Śródka 3. Projekt ten zrealizowali artyści i artystki ze studia MUR ALL, dzięki wsparciu finansowemu poznańskiej cyfrowej biblioteki Legimi (która nagrała audiobooki Jeżycjady czytane przez autorkę) i związanego z nią wydawnictwa oraz udostępnieniu przez miasto Poznań ściany tego budynku.

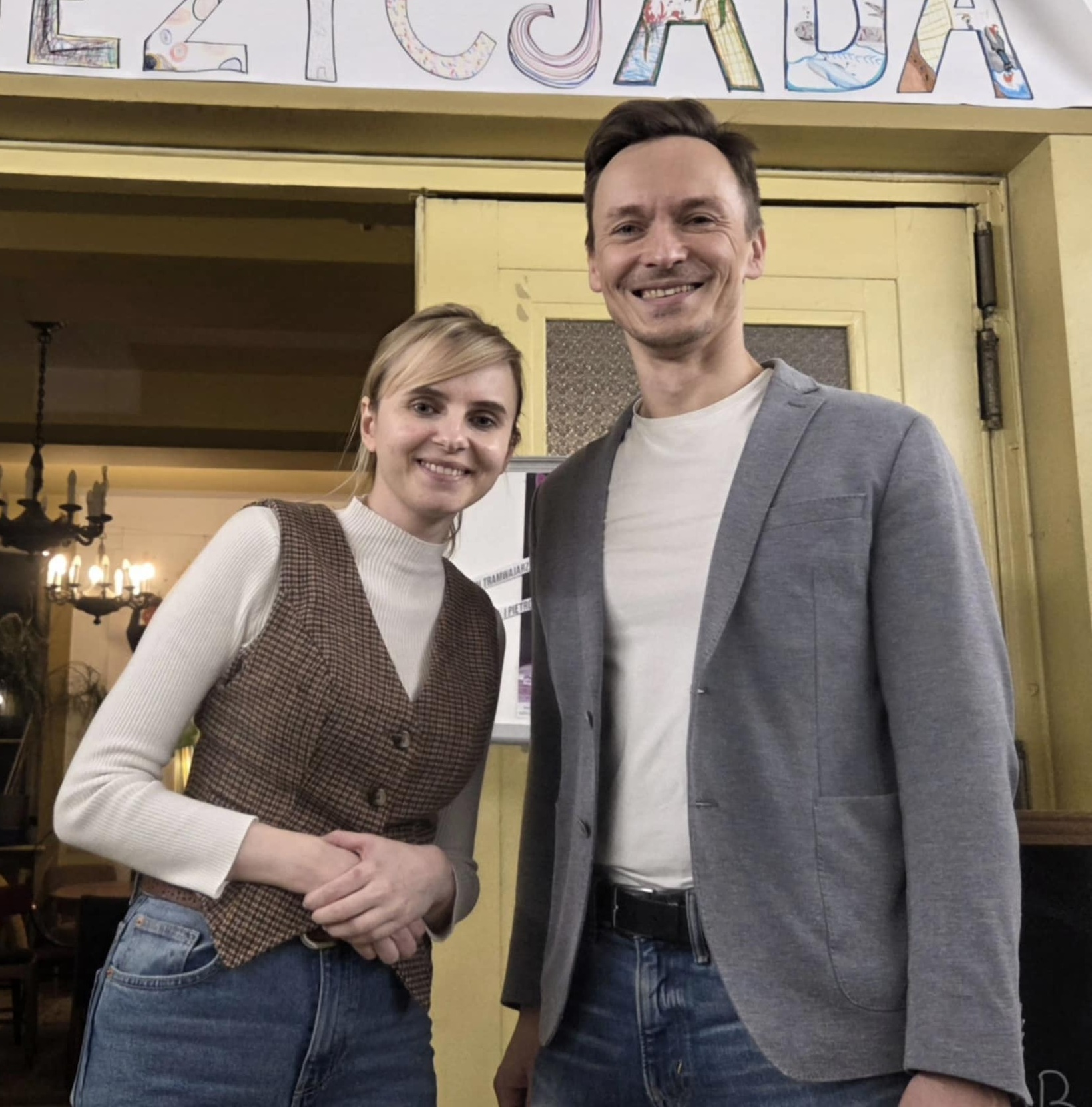
Aleksandra Biszczad (założycielka klubu fanów Małgorzaty Musierowicz, główna organizatorka uroczystości) oraz Michał Jasiński (reprezentujący zespół Domu Tramwajarza) podczas głównego wydarzenia trzydniowych obchodów 50-lecia „Jeżycjady” (7-9 marca 2025 r.): spotkanie fanów w Domu Tramwajarza (8 marca)

Z okazji 50-lecia Jeżycjady, w 2025 roku Aleksandra Biszczad (założycielka klubu fanów Jeżycjady) zorganizowała z wydawnictwem Labreto (publikującym książki Musierowicz) trzydniowe uroczystości z tej okazji, we współpracy z biblioteką Legimi, Międzynarodowymi Targami Poznańskimi (w ramach Poznańskich Targów Książki), Biblioteką Raczyńskich, Wojewódzką Biblioteką Publiczną i Centrum Animacji Kultury, Radą Jeżyc, Ośrodkiem Doskonalenia Nauczycieli w Poznaniu, Fundacją Powszechnego Czytania, wspólnotą edukatorów Ratownicy Czytelnictwa, Poznańską Lokalną Organizacją Turystyczną, Studiem Sztuki Teatralno-Aktorskiej STA, Domem Tramwajarza i Drukarnią Abedik.